# 天氣現象
天气现象是指发生在大气中、地面上的一些物理现象。它包括降水现象、地面凝结现象、视程障碍现象、雷电现象和其他现象等，这些现象都是在一定的天气条件下产生的。

## 常見天氣現象
以下為一列天氣現象表冊。 天氣現象可從氣象學原理上解釋：
- 氣團（air mass）
- 反氣旋（又稱「高氣壓」，anticyclone）
- 極地渦旋（Arctic cyclone）
- 雲
- 乾旱
- 旋风（Whirlwind）
- 沙塵暴
- 溫帶氣旋（Extratropical cyclone）
- 焚風（Föhn wind）
- 冰雹
- 颶風（Hurricane，出現於大西洋沿岸）
- 大湖效應
- 閃電
- 中气旋（英语：Mesocyclone）
- 雨
- 霙（又稱「凍雨」、「雨夾雪」）
- 雪
- 颮
- 亞熱帶氣旋（Subtropical cyclone）
- 超级单体
- 逆溫（Temperature inversion）
- 雷（Thunder）
- 龍捲風
- 熱帶氣旋（Tropical storm）
- 天氣圖（Weather map）
- 風

## 罕見天氣現象
- 钻石尘，顯著地為極地現象。
- 動物從天而降
- 彩虹
- 太陽雨
- 幻日（Sun dog）
- 雷雪（Thundersnow）
- 新地島效應（某類極地海市蜃樓）
- 菩薩化雲顯靈